# Léon Gaumont
Pour les articles homonymes, voir Gaumont (homonymie).
Léon Gaumont est un inventeur et industriel français, né le 10 mai 1864 à Paris et mort le 9 août 1946 à Sainte-Maxime, pionnier de l'industrie mondiale du cinéma et fondateur de la société Gaumont.

## Biographie

### Scolarité et cercles d'éducation populaire
Léon Gaumont est né dans un foyer modeste, sa mère Marguerite Dupenloup étant femme de chambre et son père Auguste Ferdinand Gaumont, cocher.
En 1870, il entre au pensionnat Saint-Pierre, à Dreux, qu'il quitte en 1876 à l'âge de douze ans. Puis son père l'inscrit au petit collège Sainte-Barbe, où il entre comme pensionnaire le 2 octobre 1876, probablement grâce à l'aide financière de l'employeur de sa mère, la comtesse de Beaumont. Il s'y montre plus doué en sciences qu'en français, ses résultats le laissant espérer intégrer une école d’ingénieurs.
Un revers de fortune familiale le contraint à abandonner ses études à 16 ans pour chercher du travail. Il participe cependant à des cours du soir gratuits dispensés par des sociétés savantes, notamment l'Institut populaire du progrès fondé au palais du Trocadéro par Léon Jaubert. Assidu aux cours d'astronomie, Jaubert le recommande au constructeur d’appareils de précision Jules Carpentier, dont il est le secrétaire et l'assistant de 1881 à 1890
À l'occasion d'une permission lors de son service militaire, son camarade Henry Maillard, fils d'un architecte ancien adjoint au maire du 19e arrondissement, l'invite dans sa famille. Il lui présente sa demi-sœur Camille Maillard que Léon épouse en 1888. La riche héritière lui apporte une dot importante et cinq enfants : Charles, Jeanne, Raymond, Hélène et Louis.

### La constitution d'un empire
En 1891, Léon Gaumont devient directeur des « Lampes Camus », fabrique de lampes à incandescence. Entre 1894 et 1895, il prend la direction du Comptoir général de photographie, société de matériel optique et photographique fondée en 1882 et située 57, rue Saint-Roch. La mise en vente forcée du Comptoir en 1895, à la suite d'un désaccord opposant son principal propriétaire Félix-Max Richard à son frère Jules Richard, incite Léon Gaumont à en devenir propriétaire. En reprenant cette entreprise, il la transforme en société française de production Gaumont, le 12 août 1895, sous le nom de L. Gaumont et compagnie. Dans le capital de 200 000 francs, on trouve principalement Gustave Eiffel, Joseph Vallot (directeur de l'Observatoire du MontBlanc) et le banquier Alfred Besnier.
Il fabrique alors des lanternes magiques, puis des appareils photographiques, dont l'un est réversible, tantôt appareil photo, tantôt lanterne de projection.
Intéressé par l'image animée, après avoir assisté à une projection des frères Lumière, Léon Gaumont rachète à Georges Demenÿ, ruiné, son chronophotographe au format de 58 mm de large sans perforations qu'il commercialise dès 1896. L'appareil est vendu sous l'appellation de Biographe pour l'appareil de prise de vues animées, et de Bioscope pour l'appareil destiné à la projection des photogrammes découpés et collés sur un disque de verre. Léon Gaumont accompagne en personne le président français Félix Faure à Moscou pour le « filmer » avec ce procédé. Mais celui-ci n'est pas performant, notamment face à la concurrence du kinétoscope d'Edison, et surtout du très ingénieux cinématographe, mis au point par Louis Lumière et Jules Carpentier, qui surpasse tout ce qui existait avant lui.
Les ventes ne sont donc pas une réussite et, pour pallier ce problème, Alice Guy, la secrétaire de Gaumont, lui propose de joindre en compensation aux acheteurs de l'appareil des films dans l'esprit de L'Arroseur arrosé de Louis Lumière. Léon Gaumont, réticent, finit par l’autoriser à tenter un essai « à condition que ce soit en dehors de ses heures de travail ». Alice Guy devient ainsi la première femme réalisatrice du cinéma.
Conquis à son tour par ce nouveau type de produits, Léon Gaumont développe la production de films et lance la création d'un important réseau de distribution et de salles. Pour cela, il fait mettre au point une caméra de prise de vues animées Gaumont, au format de 35 mm de large avec des perforations Edison, et un appareil de projection au même format. Le succès vient alors couronner ses efforts. À l'époque, le cinéma français produit plus que toutes les sociétés américaines, et domine le marché mondial. Léon Gaumont rêve d'être encore meilleur industriel que son rival français Charles Pathé, nouveau venu dans le monde du cinéma, qui a fondé sa société au célèbre coq chantant. Léon Gaumont choisit comme emblème la marguerite. Les deux hommes entrent en compétition et refuseront d'ailleurs de se rencontrer tant qu'ils seront en activité.

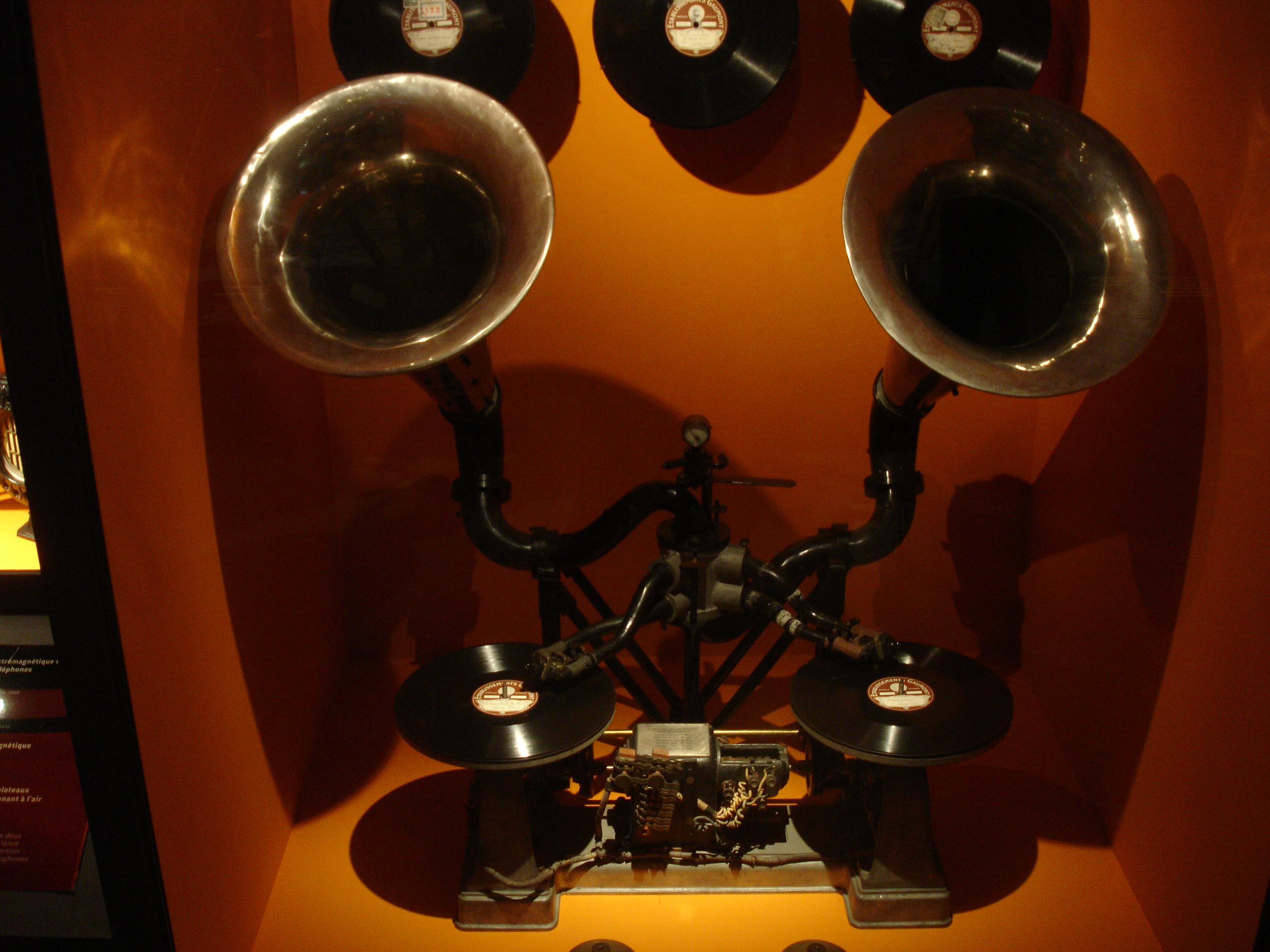
Le chronomégaphone composé de deux elgéphones Gaumont et d'une pompe à air comprimé.

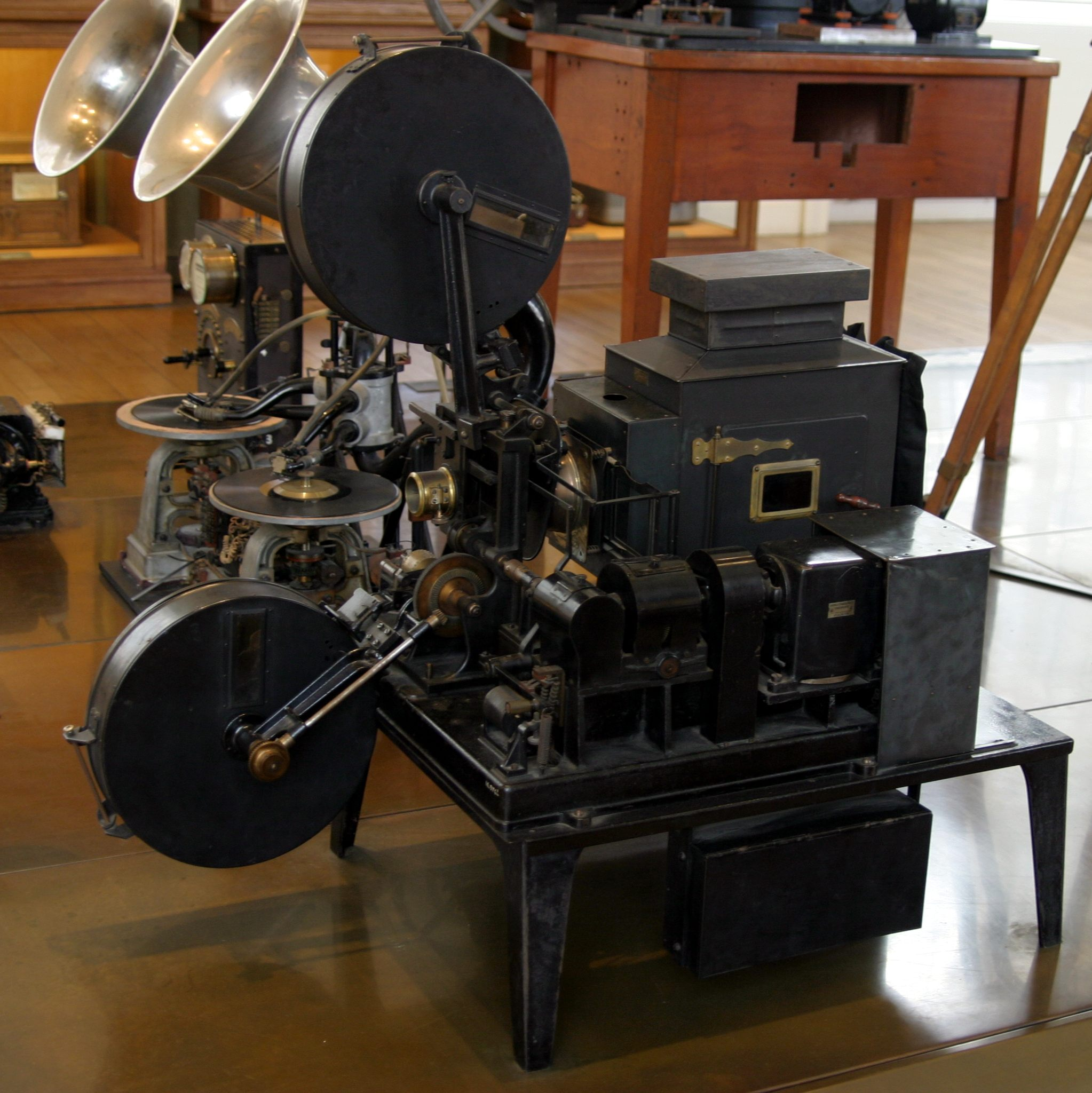
Chronomégaphone Gaumont de 1910 : au premier plan l'appareil de projection (muet), au fond les elgéphones à air comprimé.

Parallèlement, Léon Gaumont s'intéresse au cinéma sonore et à la couleur. C'est ainsi qu'il charge Alice Guy de produire quelque deux cents  phonoscènes, des bandes d'images animées accompagnées d'un enregistrement sonore diffusé par un disque gravé (le son sur disque qu'avait expérimenté pour Edison le premier réalisateur du cinéma, William Kennedy Laurie Dickson) selon le procédé Elgéphone (LG comme Léon Gaumont !), amélioré en Chronomégaphone destiné aux grandes salles. En 1911, le Gaumont Palace à Paris devient la plus grande salle de cinéma du monde, accueillant d'abord 3 400 puis après aménagements jusqu'à 6 000 spectateurs.
Partisan de l'espéranto, il produira un petit film montrant une leçon de la langue internationale, qui sera projeté en 1911 lors du congrès espérantiste d'Anvers,. En 1914, le Gaumont Palace devait accueillir le dixième congrès mondial d'espéranto.
Léon Gaumont se heurte dans sa volonté de conquérir le marché nord-américain au trust américain des cinéastes européens exilés protégeant un marché intérieur. Ce trust rafle la mise technologique européenne française, britannique et allemande à la suite de la Première Guerre mondiale.
Léon Gaumont réside souvent à Sainte-Maxime où il possède un château, Les Tourelles, construit vers 1883. Cette résidence lui sert de lieu de réception et de décor pour quelques films dont Judex, réalisé en 1916 par Louis Feuillade en partie à Sainte-Maxime.
En 1923, Léon Gaumont est décoré officier de la Légion d'honneur.
En 1925, Louis Feuillade meurt et Léon Gaumont passe un accord avec la Metro-Goldwyn-Mayer.

En 1930, Léon Gaumont abandonne les rênes de sa société, mise en liquidation en 1934 après le décès de sa femme. La société est reprise en 1938 sous le nom de Société nouvelle des établissements Gaumont.
Dès lors, il se réconcilie avec Charles Pathé, et les deux hommes se rencontrent enfin lorsque Pathé écrit ses Souvenirs et conseils d'un parvenu.
Mort à Sainte-Maxime en 1946, Léon Gaumont est enterré au cimetière de Belleville à Paris. Dans la tombe reposent également son épouse Camille Maillard (1859-1933) et son arrière-petit-fils Gilles Boulouque, ancien magistrat.
Une avenue Léon-Gaumont existe dans le 20e arrondissement de Paris.